# 平壌鉄道大学
平壌鉄道大学（ピョンヤンてつどうだいがく）は、平壌市の兄弟山区域下堂1洞に位置する鉄道大学である。

## 概要
1959年に設立され、4つの学部で構成されている。現在の学部長は、全烈（Professor Jon Yol）である。 中華人民共和国の北京交通大学とロシア連邦のオムスク国立交通大学との間で交流があった。

## 大学の状況
- 教授100人
- 学生500人